# Fereydoon Batmanghelidj
Ferejdun Batmangelidż, ang. Fereydoon Batmanghelidj (ur. 1931 w Teheranie, zm. 15 listopada 2004) – irański lekarz oraz pisarz, od 1982 roku mieszkał w Stanach Zjednoczonych. Twierdził, że wiele chorób można wyleczyć tylko wodą. Napisał kilka książek na ten temat, najpopularniejsza z nich to Your Body's Many Cries for Water (1992, wznowienia 1995 i 1997). Jego teorie nie są akceptowane przez innych lekarzy.

## Publikacje
- How to Deal with Back Pain & Rheumatoid Joint Pain (1991), Global Health Solutions; ISBN 0-9629942-0-0
- Your Body's Many Cries for Water (1992), Global Health Solutions, ISBN 0-9629942-3-5
- Water: Rx for A Healthier, Pain-free Life (1997), Global Health Solutions; Cas&Bklt edition, ISBN 0-9629942-7-8
- ABC of Asthma, Allergies and Lupus: Eradicate Asthma - Now!, (2000), Global Health Solutions, ISBN 0-9629942-6-X
- Water For Health, For Healing, For Life (2003), Warner Books, ISBN 0-446-69074-0
- Water Cures: Drugs Kill: How Water Cured Incurable Diseases, (2003) Global Health Solutions, ISBN 0-9702458-1-5
- Obesity Cancer Depression; Their Common Cause & Natural Cure, (2005) Global Health Solutions; ISBN 0-9702458-2-3